# عديلة ربيب
عديلة ربيب إعلامية جزائرية 

## حياتها ومشوارها المهني
درست الترجمة في الجزائر سافرت إلى فرنسا لمتابعة دراستها. حصلت على دبلوم في اللغة الفرنسية وبكالوريوس في ليك من جامعة السوربون باريس الرابع. بعد دراستها، عملت في مجلة عربية في باريس قامت بنشر عدة مقالات تتعلق بعالم الثقافة قبل تجنيدها على قناة تلفزيونية. "كانت مراسلة في باريس مع شبكة يورو نيوز ومقرها في لندن. بعد ذلك كان لها الاختيار بين دمج فريق القناة في لندن وتقديم برامج الترفيه في مصر.كانت حينها في حنين للثقافة العربية والفضول لاكتشاف العالم العربي، اختارت مصر
بدأت العمل في التلفزيون كمقدمة برامج مشاركتها في المجال الإعلامي لم تكن مختصة بالطفل وإنما كانت مختصة بالثقافة والفنون من خلال مشاركتها كصحفيه لتغطية بعض المهرجانات مثل مهرجانات السينما ومهرجانات المسرح الحر التجريبي المقامة في جمهورية مصر العربية ثم انتقلت إلى التمثيل وكتابة السيناريو، انطلاقتها من محطة يورونيوز
كمقدمة لنشرة الأخبار إلا أن ذلك لم يسمح لها بالتطور فنيا في مجال السمعي البصري ووجدت نفسها في مجال السياسة الذي لا يستهويها أبدا، كما أن الأخبار تحتاج إلى صوت قوي وصوتها الطفولي كان يشعرها ببعض الحرج رغم تشجيعات زملائها، فقررت الانتقال لتقديم برامج الأطفال مع شبكة راديو وتلفزيون العرب وتم اختيارها من إدارة قنوات شبكة ART لتقديم برامج للأطفال على قناة «آرتينز» وذلك لتقديم برنامج طالع نازل» في قناة « art للأطفال» وهو برنامج مسابقات يتميز بوجود تشكيله من العناصر التي تزيده إثارة وحيوية بجانب العنصر الثقافي والترفيهي والرياضي لجذب أكبر عدد من الشباب والأطفال المفضلين لهذه النوعية من المسابقات ولقد حصل البرنامج على العديد من الجوائز الذهبية في المهرجانات العربية ويقوم بإخراج البرنامج المخرج عبد الحكيم الريماويوحصل على جائزتين. الجائزة الذهبية في مهرجان البحرين السمعي البصري وأوسكار في مهرجان السمعي البصري المصري برعاية سوزان مبارك «، تقول عديلة. البرنامج المصري، الذي أصبح شعبية جدا، فتحت الأبواب له.» لقد دعيت إلى مهرجان مسقط (عمان) كأفضل مقدم برامج الأطفال. بالإضافة إلى برامج عديدة منها فرح ومرح، عقبال يو ميلادك، و «واتر غايمز» (ألعاب مائية)على نفس القناة
عام 2007 قدمت برنامجا في ميدان المهرجان بالعذيبة بعنوان «آرتينز شو في عمان» وهو مسمى أول مرة يطلق على البرنامج في بلد عربي ويقوم بتسجيل مشاركات الأطفال لتقديمها في البرنامج ويستضيف البرنامج الأطفال من الساعة السابعة مساء كل يوم ولغاية الثامنة والنصف مساء من 20 يناير ولغاية الثاني من فبراير يوميا والبرنامج هو برنامج مسابقات ترفيهي تثقيفي من البرامج الكبيرة وتحتاج إلى الكثير من الأموال للإنتاج واستثمار ضخم وهو من ضمن حفلات قناة«آرتينز» يقدم فيها الكثير من الجوائز للفائزين في المسابقات وكذلك للمشاركين وتكون نقدية أو على شكل هدايا قيمه.
بعدها قررت العودة للجزائر عام 2009 بعد إغلاق المحطة أبوابها بعد سنوات من البث قدمت في الجزائر بعض البرامج المنوعة للكبار كحصة التغذية وتقديمها مسابقة رمضان 2011، بالإضافة إلى مشاركتها السينمائية والتلفزيونية
انتقلت بعدها إلى فرنسا للعمل كصحفية في وكالة الأنباء الفرنسية العالمية في باريس

## تجربتها التمثيلية
حاولت عيش حلم التمثيل من خلال خشبة التقديم من الشخصيات التي جسدتها كحورية بحر ورائدة فضاء وغيرها من الأدوار، وأسند لي بعدها دور في «شيمار» أول فيلم قصير للمخرجة الشابة المغتربة زينب بوشوشة إلى جانب الممثلة عديلة بن ديمراد، ثم في مسلسل «سحر المرجان» الذي ندمت على مشاركتها فيه لاحقا بسبب عدم رضاها بالنتيجة بعد عرضه، فلقد ساعدت المخرج في الكثير من الأشياء المهمة بدءا من مراجعة الحوار إلى اختيار مواقع التصوير والمونتاج وغيرها وذلك لأنها لاحظت نقائص فادحة مادية وتقنية أثناء التصوير.وعدم حصولها على أجرها، معتبرة أن المخرج محمد لبصير قد استغلها بطريقة بشعة، كما شاركت في السلسلة الكوميدية «خلي البير بغطاه مع المخرج الأردني كمال اللحام «التي عرضت في شهر رمضان 2011 على قناة «كنال ألجيري».